# Tim-Kevin Ravnjak
Tim-Kevin Ravnjak (Velenje, 3 novembre 1996) è un ex snowboarder sloveno.

## Palmarès

### Mondiali
- 1 medaglia:
  - 1 bronzo (halfpipe a Kreischberg 2015)

### Mondiali juniores
- 4 medaglie:
  - 2 ori (halfpipe a Sierra Nevada 2012; halfpipe a Chiesa in Valmalenco 2014)
  - 2 argenti (halfpipe a Valmalenco 2011; halfpipe a Erzurum 2013)

### Olimpiadi giovanili
- 1 medaglia:
  - 1 argento (halfpipe a Innsbruck 2012)

### Coppa del Mondo
- Miglior piazzamento nella Coppa del Mondo generale di freestyle: 19º nel 2016
- Miglior piazzamento nella Coppa del Mondo di halfpipe: 12º nel 2012
- Miglior piazzamento nella Coppa del Mondo di slopestyle: 22º nel 2016
- Miglior piazzamento nella Coppa del Mondo di big air: 45º nel 2017